# Tone Žel
Tone (Anton) Žel, slovenski zdravnik oftalmolog, * 22. januar 1923, Sveta Ana v Slovenskih goricah, † 15. januar 1986, Ljubljana.

## Življenje in delo
V Ljubljani je obiskoval klasično gimnazijo (1934–1942), bil interniran v italijanskih taboriščih (Gonars, Arezzo), 1944 odšel v Avstrijo, kjer je bil aretiran in do konca vojne zaprt. Od maja 1945 je bil v JLA. Jeseni 1945 je študiral na Medicinski fakulteti v Ljubljani in 1950 diplomiral. Nato je odšel v BiH in tu deloval kot zdravnik do 1953. Vrnil se je v Ljubljano, se zaposlil na očesni kliniki in se v letih 1953–1956 specializiral iz oftalmologije. Od 1968 je bil primarij, od 1974 pa namestnik predstojnika Očesne klinike v Ljubljani.
Strokovno se je izpopolnjeval na znanih evropskih klinikah, kjer je proučeval organizacijo pleoptično-ortoptičnih oddelkov in terapijo strabizma in ambliopije. Udeležil se je več jugoslovanskih kongresov (Budva, Opatija, Ljubljana, Beograd idr.) in poročal o rezultatih nove terapije, ki jo je uvedel na novoustanovljeni pleoptično-ortoptičnem oddelku očesne klinike v Ljubljani. O svojih dognanjih je pisal strokovne članke in jih objavljal v raznih domačih in tujih strokovnih revijah. Za Navodila za izvajanje sistematskih pregledov predšolskih otrok je prispeval poglavje Navodila za pregled oči in vida pri sistematičnih pregledih otrok v 4. letu. Več poljudnih člankov je objavil v Naši ženi, Otroku in družini, Zdravstvenem Obzorniku in drugih revijah. Zlasti je pomembna v poljudnem jeziku napisana knjiga Otrok škili (1968), namenjena staršem otrok s strabizmom.
Bil je odličen strokovnjak in eden prvih zdravnikov v Jugoslaviji, ki je organiziral delo na pleoptično-ortoptičnem oddelku očesne klinike v Ljubljani, ga vodil in usmerjal do smrti.